# Cumann na nGaedhael
Cumann na nGaedheal (irl. Społeczeństwo Gaelów) – irlandzka partia polityczna.
Utworzona została w kwietniu 1923 roku z protraktatowej części Sinn Féin, przypieczętowując ostatecznie rozłam w tej partii, choć nieformalnie odłączyła się od Sinn Féin w grudniu 1922. Liderem partii został William Thomas Cosgrave, sprawujący wówczas urząd premiera Irlandii. Do marca 1932 sprawowała władzę w Wolnym Państwie Irlandzkim, kiedy to przegrała wybory z Fianna Fáil, kolejną partią oddzieloną od Sinn Féin.
W sierpniu 1933 połączyła się z National Centre Party i National Guard, tworząc nową partię – Fine Gael.